# Bāghūnābād
Bāghūnābād (persiska: باغون آباد) är en ort i Iran.   Den ligger i provinsen Khorasan, i den nordöstra delen av landet, 700 km öster om huvudstaden Teheran. Bāghūnābād ligger 1 033 meter över havet och antalet invånare är 659.
Terrängen runt Bāghūnābād är huvudsakligen platt, men västerut är den kuperad. Runt Bāghūnābād är det ganska tätbefolkat, med 185 invånare per kvadratkilometer. Närmaste större samhälle är Mashhad, 12,3 km sydost om Bāghūnābād. Runt Bāghūnābād är det i huvudsak tätbebyggt.